# Крижанівська Тетяна Миколаївна
Тетя́на Микола́ївна Крижані́вська (нар.. 19 листопада 1957, Руська Поляна) — українська акторка, Народна артистка України (2015).

## Життєпис
У 1975 році вступила до Дніпропетровського театрального училища на акторське відділення, яке закінчила з червоним дипломом.
У 1984 році закінчила заочно Московський інститут театрального мистецтва імені Луначарського.
Із 1979 року працює акторкою в Черкаському театрі імені Тараса Шевченка.
У 2020 зіграла у серіалі Спіймати Кайдаша мати Мотрі.
За час роботи в театрі зіграла близько 70 ролей. Майстриня сцени.
Однією з найбільш відомих вистав, в яких грала головну роль Тетяна Крижанівська, вважається «Елеонора». Саме за цю роль нагороджена почесним дипломом 10-ого Міжнародного театрального фестивалю жіночої творчості ім. Марії Заньковецької у номінації «За достовірність сценічного образу».

## Ролі у театрі
- Шкандибиха («Лимерівна» Панаса Мирного),
- Раневська («Вишневий сад» А. Чехова),
- Майя, Єлизавета Англійська («Майя», «Ваша сестра і полонянка» Л. Розумовської),
- Ада («Три ідеальні подружжя» А. Касони),
- Доріс («На той рік у ці самі дні» Б. Слейда),
- Памела («Дорога Памела» Дж. Патріка),
- Аманда («Скляний звіринець» Т. Вільямса)
- «Елеонора» монодрама за п’єсою Ґіґо Де Кьяра; реж. Сергій Проскурня — Елеонора Дузе[4]

## Фільмографія
- 2020 — Спіймати Кайдаша — мати Мотрі, Довбишиха

## Нагороди
- 1998 — Почесне звання «Заслужений артист України»
- 2015 — Почесне звання «Народний артист України»[5]